# 白滝インターチェンジ
白滝インターチェンジ（しらたきインターチェンジ）は、北海道紋別郡遠軽町白滝（旧白滝村）にある旭川紋別自動車道のインターチェンジ。

## 歴史
- 2002年（平成14年）3月30日 : 旭川紋別自動車道初の供用区間として浮島IC - 白滝IC間（上越白滝道路）が開通[1]
- 2008年（平成20年）8月30日、浮島IC - 白滝IC間 （上越白滝道路）に奥白滝ICが設置され供用開始[2]
- 2009年（平成21年）12月12日、白滝IC - 丸瀬布IC間（白滝丸瀬布道路）の接続に伴い旧白滝出入口を閉鎖[3]

## 周辺

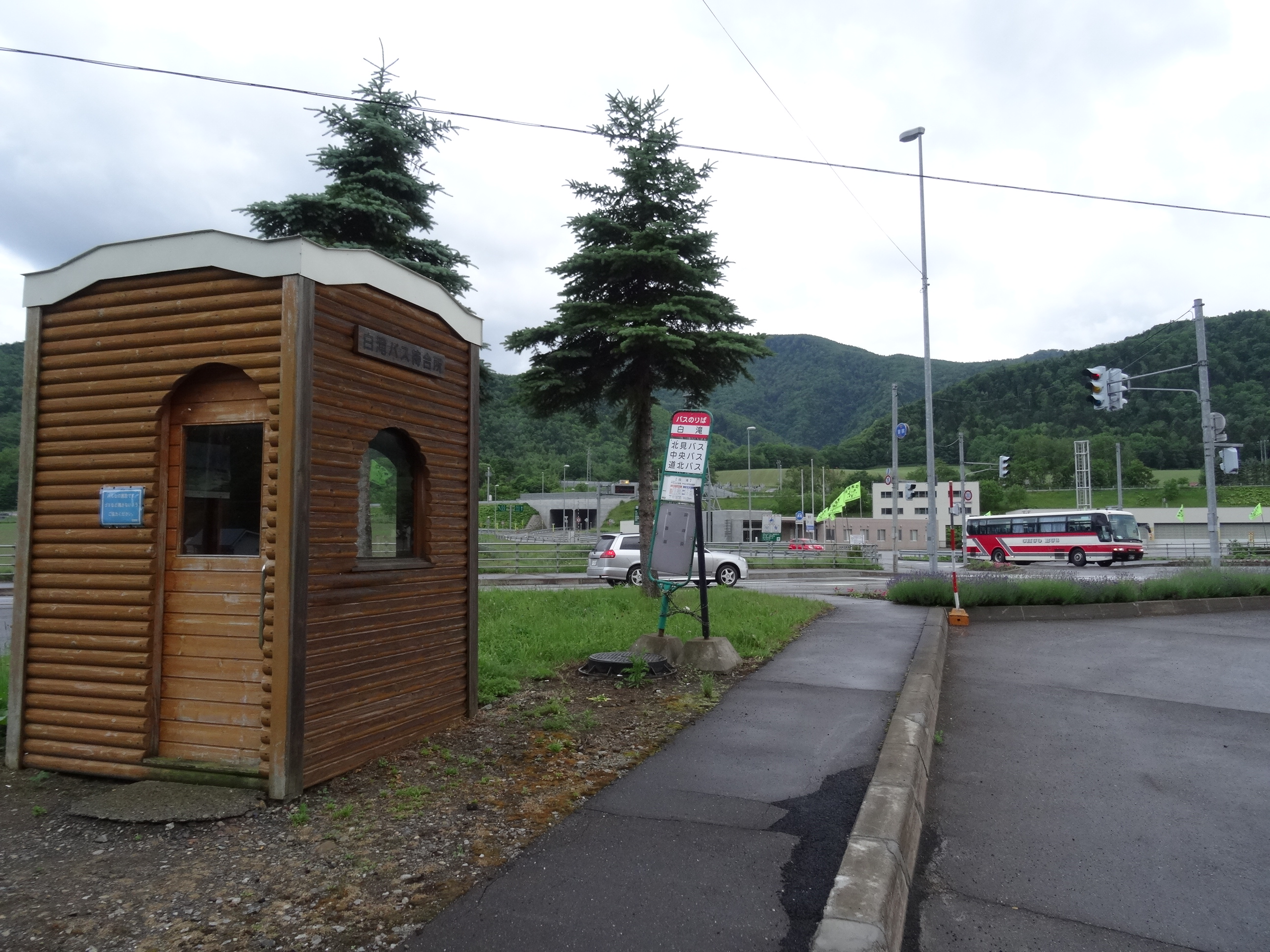
IC出入口付近にある北海道北見バス・北海道中央バス・道北バス白滝停留所（2014年6月）

旧白滝村の中心市街地に近い。また、周辺地域は白滝ジオパークとして日本ジオパークに認定されており、白滝ジオパーク交流センターや複数のジオサイトが存在する。
- 遠軽町役場白滝総合支所
  - 遠軽町白滝ジオパーク交流センター・遠軽町埋蔵文化財センター・遠軽町白滝郷土館
  - 白滝ふるさとテレビ
- 白滝駅（JR北海道・石北本線）
- 湧別川
- 白滝遺跡[5]
- 北海道北見バス・道北バス・北海道中央バス「白滝」停留所

## 接続する道路
- 直接接続
  - 国道333号
  - 北海道道558号白滝原野白滝停車場線

## 隣
E39 旭川紋別自動車道（上越白滝道路 / 白滝丸瀬布道路）
(5) 奥白滝IC/白滝PA - (6) 白滝IC - (7) 丸瀬布IC